# NOD32
NOD32 — антивірусний пакет, що випускається словацькою фірмою ESET. Перша версія була випущена в кінці 1987 року. Назва спочатку розшифровувалася як «Лікарня на краю диску» (Nemocnica na Okraji Disku), перифраз назви популярного тоді в Чехословаччині телесеріалу «Лікарня на околиці міста».
NOD32 — це комплексне антивірусне розв'язання задачі захисту в реальному часі. ESET NOD32 забезпечує захист від вірусів, а також від інших загроз, включаючи троянські програми, черв'яки, spyware, adware, фішинг-атаки. В ESET NOD32 використовується патентована технологія ThreatSense, призначена для виявлення нових загроз, які виникають у реальному часі, шляхом аналізу виконуваних програм на наявність шкідливого коду, що дозволяє попереджати дії авторів шкідливих програм.
При оновленні баз використовується ряд серверів-дзеркал, при цьому також можливе створення внутрішньомережевого дзеркала оновлень, що призводить до зниження навантаження на інтернет-канал. Для отримання оновлень з офіційних серверів необхідні ім'я користувача і пароль, які можна отримати, активувавши свій номер продукту на сторінці реєстрації регіонального сайту.
Врівень з базами вірусів NOD32 використовує евристичні методи, що забезпечує краще виявлення ще невідомих вірусів.
Велика частина коду антивірусу написана на мові асемблера, тому для нього характерне незначне використання системних ресурсів і висока швидкість перевірки з налаштуваннями за замовчуванням.
У 2016 році представники компанії розкрили методи стеження українських хакерів за представниками самопроголошених ДНР та ЛНР.

## Склад версій 2.х і 3.х
Antivirus MONitor (AMON)
Резидентний сканер, який автоматично перевіряє файли при доступі до них.
NOD32
Сканер за запитом, який можна запустити вручну для перевірки окремих файлів або розділів диска. Цей модуль також може бути запущений в години з найменшим завантаженням за допомогою планувальника.
Internet MONitor (IMON)
Резидентний сканер, що працює на рівні WinSock і що перешкоджає попаданню заражених файлів на диски комп'ютера. Цей модуль перевіряє HTTP-трафік і вхідну пошту, отримувану за протоколом POP3.
Цей модуль у версіях 2.х може конфліктувати з деякими службами Windows Server і з деякими міжмережевими екранами (наприклад, Kerio WinRoute). При установці система досліджується на можливість конфліктів і, якщо існує ймовірність конфлікту, виводиться повідомлення, що пропонує відключити цей компонент.
E-mail MONitor (EMON)
Додатковий модуль для перевірки вхідних / вихідних повідомлень через інтерфейс MAPI, наприклад, в Microsoft Outlook і Microsoft Exchange.
Document MONitor (DMON)
Використовує запатентований інтерфейс Microsoft API для перевірки документів Microsoft Office (включаючи Internet Explorer).

## Склад версії 4.х
Модуль захисту від вірусів і шпигунських програм
У цьому модулі використовується ядро сканування на основі технології ThreatSense. Ядро ThreatSense оптимізовано та вдосконалено відповідно до нової архітектури ESET Smart Security.
Персональний брандмауер
Персональний брандмауер перевіряє весь трафік між комп'ютером, який захищається, та іншими комп'ютерами мережі.
Модуль захисту від небажаної пошти
Модуль захисту від небажаної пошти ESET фільтрує небажану пошту, підвищуючи рівень безпеки системи і зручність використання обміну даними електронною поштою.

## Інші компоненти
ESET SysRescue
ESET SysRescue дозволяє користувачам створювати завантажувальний носій CD, DVD або USB з програмою ESET Smart Security, який може запускатися незалежно від операційної системи. Він призначений головним чином для роботи з вірусами які важко знищити.
ESET SysInspector
Коли для відправлення запиту в службу підтримки клієнтів використовується розділ «Довідка і підтримка», можна додати знімок стану комп'ютера в ESET SysInspector.
Захист документів
Функція захисту документів сканує документи Microsoft Office перед їх відкриттям, а також перевіряє файли, автоматично завантажуються браузером Internet Explorer, наприклад елементи Microsoft ActiveX.

## ThreatSense
Традиційний антивірус, що базується на методі сигнатурному, є реактивним. Замість того, щоб намагатися не відставати від хакерів і зловмисних програм, можна спробувати бути попереду. Для цих цілей компанія Eset розробила технологію ThreatSense. Ця технологія — складна, збалансована система просунутої евристики і сигнатурного аналізу.
Для виявлення безлічі вже існуючих вірусів, технологія ThreatSense використовує традиційний спосіб — сигнатурний аналіз. Крім цього методу виявлення шкідливого ПЗ, ThreatSense також використовує для швидкого виявлення відомих загроз, для їхніх нових варіантів наступного покоління та їх сімей, родові сигнатури. Ця більш адаптивна форма специфікації сигнатур, яка дозволяє збільшити здатність ThreatSense знаходити нові варіанти шкідливих програм.

## Хронологія версій
- 1992 (?) Рік — NOD для MS-DOS
- 1995 (?) Рік — NOD32 1.0 для Windows 95
- 1997 (?) Рік — NOD32 1.5 для Windows 98
- 2003 (?) Рік — NOD32 2.0 для Windows XP
- 2008 рік — NOD32 3.0 для Windows XP, Vista
- 2009 рік — NOD32 4.0 для Windows XP, Vista, Windows 7
- 2010 рік — NOD32 4.2 для Windows XP, Vista, Windows 7
- 2011 рік — NOD32 5.0 для Windows XP, Vista, Windows 7
- 2012 рік — ESET NOD32 6.0 для Windows XP, Vista, Windows 7, Windows 8
- 2013 рік — ESET NOD32 7.0 для Windows XP, Vista, Windows 7, Windows 8
- 2014 рік — ESET NOD32 8.0 для Windows® 10, 8.1, 8, 7, Vista, XP та Microsoft Windows Home Server 2003, 2011.
- 2015 рік — ESET NOD32 9.0 для Windows® 10, 8.1, 8, 7, Vista, XP та Microsoft Windows Home Server 2003, 2011.
- 2016 рік — ESET NOD32 10 для Windows® 10, 8.1, 8, 7, Vista та Microsoft Windows Home Server 2011.

## Платформи, що підтримуються
- Windows 10
- Windows 8
- Windows 7
- Windows Vista
- Windows XP / MCE
- Windows Home Server 2003, 2011
- Windows Mobile
- Linux
- Symbian
- Mac OS X

Зняті з підтримки 1 лютого 2010 року. Оновлення антивірусних баз не відбувається з 1 лютого 2012 року.
- Windows95/98/ME
- MSDOS
- Novell
- PalmOS

## Цікаві факти
- З учасників тестування Virus Bulletin 100 % Eset NOD32 володіє найбільшою серед тестованих (63 станом на серпень 2010 року) кількістю нагород цієї лабораторії.
- Компактний розмір оновлень (розмір вимірюється десятками кілобайтів).
- Антивірусна програма NOD32 бере участь в Virustotal.
- Починаючи з 9-ї версії змінено верифікацію користувачів. Замість логіну (EAV-…) та паролю використовується реєстраційний (ліцензійний) код.
- Для україномовної спільноти створено велике FAQ[10] про продукти компанії ESET NOD32.